# Prooi van de buizerd
Prooi van de buizerd is een hoorspel van Gerrit Pleiter. De NCRV zond het uit op maandag 4 oktober 1965. De regisseur was Ab van Eyk. De uitzending duurde 35 minuten.

## Rolbezetting
- Joke Hagelen (Ganta)
- Hans Karsenbarg (Anud)
- Hans Veerman (Wolter)
- Dries Krijn (Matti)

## Inhoud
De situatietekening van dit hoorspel behelst bekende motieven, maar plaats en tijd zijn, met opzet, niet duidelijk bepaald. Er hebben mensentransporten plaats naar een kamp “over de grens”. De man die deze transporten verzorgt, de chauffeur Matti, bekent zich schuldig; zijn bijrijder, Wolter, wil “de idealist” om hals brengen door hem aan te geven bij de grenspost. Matti trekt de lijn door die zijn vader destijds het leven heeft gekost. Symbolisch wordt deze situatie omschreven door de beide meisjes, welhaast kinderen, die door de directie van het transportbedrijf als medeslachtoffers zijn aangewezen. Zij herinneren zich de zieke vogels die na overwintering achtergebleven in een wak de weerloze prooi werden van roofzuchtige buizerds. Men maakte jacht op de hulpeloze dieren, nam ze mee naar huis en spoot ze formaline in om de huid te conserveren. Redding en moord vloeien in deze verbeelding ineen. Klaarblijkelijk bestaat er een conflict tussen de beide mannen in de cabine. Zij willen elkaars dood. Gaandeweg echter verandert de onderlinge verhouding en ten slotte geeft elk zijn partner de kans om te vluchten zou men zeggen, maar is het niet juister uitgedrukt: om zich te rehabiliteren?